# 二苓
二苓，是臺灣高雄市小港區的一個傳統地域名稱，位於該區中部偏西北，其中央地區並向西北延伸至邊界。相較於今日行政區，其範圍大致包括小港里東半部不含其南部東側邊界地帶、鳳宮里西北部邊界地帶的東北側一小段、二苓里西部、港興里東部及東南部、三苓里不含南部邊界地帶東側一小段、大苓里、正苓里不含南端、順苓里西北半部、中厝里不含東北半部及西南部、山東里南半部、青島里南半部、濟南里西部邊界地帶南半段，以及前鎮區的明正里東部邊界地帶中央一小段。
本地區境內主要聚落為二苓、大苓，設有高雄市立空中大學。本地區西北部為高雄國際機場的一部分，其中國際線航廈位於本地區境內。

## 歷史
台灣日治初期，二苓地區為一街庄，稱為「二苓庄」（舊制街庄），隸屬於鳳山下里。該庄昔日西邊北段及西北邊與佛公庄為鄰，北與五甲庄、中大厝庄為鄰，東邊一小段與空地仔庄、莿蔥腳庄為鄰，東南邊為店仔後庄，南邊為大人宮庄，西邊大部分為港仔墘庄。
1901年（日治明治三十四年）11月11日，全台廢縣廳改設二十廳，該庄隸屬於鳳山廳。1904年（明治三十七年）5月3日，該庄編入「港仔墘區」，隸屬於鳳山廳。1909年（明治四十二年）10月25日，全台合併二十廳為十二廳，港仔墘區改隸屬於臺南廳。1920年（大正九年）10月1日，全台地方制度大改正，廢十二廳改設五州二廳，該庄改制為「二苓」大字，隸屬於高雄州鳳山郡小港庄（新制街庄）。
戰後小港庄改制為小港鄉，隸屬於高雄縣，大字亦改制為村。1950年（民國39年）10月1日，高、屏分治，小港鄉仍隸屬於高雄縣。1979年（民國68年）7月1日，省轄高雄市升格為院轄高雄市，同時將小港鄉併入成為小港區，村亦改制為里。2010年（民國99年）12月25日，高雄縣、市合併為新院轄高雄市。

## 聚落
本地區發展較早的聚落為二苓、大苓，在日治初期的官方地圖上已有記載。

## 交通
高雄國際機場是南台灣唯一的國際機場，範圍包括本地區北部，其中國內線航廈即位於本地區境內。航廈前方設有高雄捷運車站，可方便旅客往返高雄市區。
高雄捷運紅線是高雄捷運系統的南北向路線，經過本地區中部略偏北側及東側。最近的車站在西側為高雄國際機場站，以及東南側的小港站。。
省道台17線又稱「西部濱海公路」，是甲南至水底寮的幹道，經過本地區中部略偏北側及東側暨大苓聚落。由該道路北行（大方向，當地先向西行）可前往小港區小港市區、前鎮區/鳳山區西南端、苓雅區、前金區/新興區交界地帶、前金區、三民區等地；南行可前往林園區、屏東縣新園鄉、東港鎮、林邊鄉等地。

## 學校
- 高雄市立空中大學

## 公務機關
- 內政部警政署航空警察局高雄分局
- 高雄市政府警察局小港分局